# Edition Records
Edition Records est un label discographique indépendant britannique de jazz et blues. Il est fondé en 2008 par le pianiste Dave Stapleton et le photographe Tim Dickeson.

## Histoire
En 2008, le pianiste et compositeur Dave Stapleton et le photographe Tim Dickeson lancent Edition Records en tant que nouveau label pour le jazz, la composition contemporaine et la musique improvisée,. En août 2017, le catalogue comprend 89 enregistrements.
En 2013, le label lance Edition Classics pour se concentrer sur la nouvelle musique et la musique de chambre d'ensembles et de solistes internationaux. Le label est distribué au Royaume-Uni par The Orchard. Le label est connu pour son « aventure accessible » et pour son contrôle rigoureux sur la qualité. Le label est également salué pour sa capacité à repérer l'innovation et de potentiels « gagnants »,. En 2017, Records Edition et la Royal Academy of Music ont annoncé que le lauréat 2017 du septième prix de jazz Kenny Wheeler était le saxophoniste et compositeur Tom Barford. Le label sort des albums des précédents lauréats dont Josh Arcoleo et Rob Luft.

## Artistes notables
Tim Garland, Kenny Wheeler, The Bad Plus, Kneebody, Chris Potter, Jeff Ballard, Norma Winstone, Marius Neset, Jasper Høiby (avec Phronesis), Ivo Neame, Geoff Eales, Mark Lockheart, Martin France, John Taylor, Kit Downes (avec Troyka), Olavi Louhivuori, Daniel Herskedal, Alexi Tuomarila, Robert Mitchell, Morten Schantz, Slowly Rolling Camera . En juillet 2017, le groupe Dinosaur de Laura Jurd avec l'album Together, As One (sorti sur Edition Records) est nommé pour le Mercury Prize 2017.

## Records Festival
La première édition du Records Festival se tient au Kings Place de Londres en septembre 2011 et est d’un succès notable. Sebastian Scotney dans London Jazz News écrit que « le quatuor enflammé de Marius Neset lors de sa dernière date de sa tournée au Royaume-Uni, donne à un public à guichets fermés le concert de sa vie. Anton Eger en particulier jouait comme si sa vie dépendait de chacune de ses touches sur la cymbale. Inspirant ». D'autres éditions ont lieu en 2012 et 2013. Durant l’édition 2013, Edition lance son label classique Edition Classics. La première sortie sur ce label était Vibrez de Cellophony, un octet de huit violoncellistes, qui reçoit des éloges de la critique. En février 2017, le Cockpit de Londres présente des artistes notoires d'Edition Records lors d'un événement Jazz FM (UK) organisé par Jez Nelson. Les performances comprenaient le dinosaure de Laura Jurd et une performance solo de Jasper Høiby.

## Discographie
- Golden Xplosion de Marius Neset[14]
- Birds de Marius Neset[15]
- Life to Everything de Phronesis[16]
- Mirrors de Kenny Wheeler et Norma Winstone[17]
- Together, As One de Dinosaur[9]